# بو يوهانسون
بو يوهانسون، من مواليد 28 نوفمبر 1942 في كالمار في السويد، لاعب كرة قدم سويدي سابق، ومدرب كرة قدم سويدي سابق.
درب منتخب آيسلندا لكرة القدم بين عامي 1990 و1991، ودرب منتخب الدنمارك لكرة القدم بين عامي 1996 و2000.

## وصلات خارجية
- بو يوهانسون على موقع قاعدة بيانات كرة القدم.إي يو (الإنجليزية)
- بو يوهانسون على موقع ناشيونال فوتبول تيمز (الإنجليزية)
- بو يوهانسون على موقع Soccerway.com (الإنجليزية)
- بو يوهانسون على موقع عالم كرة القدم.نت (الإنجليزية)